# 셰이머스 콜먼
셰이머스 콜먼(Séamus Coleman, 1988년 10월 11일 ~ )은 아일랜드의 축구 선수로 현재 잉글랜드 프리미어리그 에버턴 FC에서 수비수 겸 미드필더를 담당하고 있으며 오른쪽 위치에서도 소화가 가능하며 아일랜드 축구 국가대표팀의 주장도 역임하고 있다.

## 클럽 경력

### 슬라이고 로버스
2006년 자국 리그인 리그 오브 아일랜드 프리미어 디비전의 슬라이고 로버스에서 데뷔하여 2008년까지 공식전 62경기 1골을 기록하며 2008 시즌 리그 4위 및 2009-10년 UEFA 유로파리그 예선 1라운드 진출에 일조했다.

### 에버턴 FC
2009-10 시즌을 앞두고 당시 에버턴 FC 사령탑인 데이비드 모이스 현 웨스트햄 유나이티드 감독의 현역 시절 팀 동료였던 윌리 맥스테이의 추천으로 약 2억원이 넘는 이적료에 잉글랜드 프리미어리그의 에버턴 FC 유니폼으로 갈아입었다.
이적 후 2009-10 시즌 공식전 7경기에 출전하다가 2010년 3월 EFL 챔피언십의 블랙풀 FC로 잠시 임대 이적을 떠나 공식전 12경기를 소화하며 블랙풀의 2009-10 시즌 EFL 챔피언십 플레이오프 우승 및 창단 첫 프리미어리그 승격에 이바지한 뒤 원 소속팀인 에버턴으로 복귀했다.
에버턴 복귀 이후 2022-23 시즌을 마친 현재까지 공식전 402경기 28골을 기록하는 동안 2011-12 시즌 잉글랜드 FA컵 4강, 2014-15년 UEFA 유로파리그 16강, 2015-16 시즌 잉글랜드 FA컵과 EFL컵 4강에 기여하는 등 현재까지도 에버턴의 핵심 미드필더이자 수비수로 활약을 이어나가고 있으며 2010-11 시즌에는 프로 선수 협회에서 선정한 올해의 영플레이어 후보에 이름을 올리기도 했다.

## 국가대표 경력

### 아일랜드 U-21 대표팀
슬라이고 로버스 소속 시절이던 2007년부터 에버턴으로 이적하던 2010년까지 아일랜드 U-21 대표팀에서 활동하며 13경기 1골을 기록했다.

### 아일랜드 A대표팀
에버턴 FC에서의 인상적인 활약을 바탕으로 2010년 10월 생애 첫 A대표팀에 차출되었고 이듬해인 2011년 2월 8일 자국에서 열린 웨일스와의 네이션스컵 1차전에서 국제 A매치 데뷔전을 치렀으며 팀은 이 대회에서 3전 전승을 거두며 우승을 차지했다.
그 후 UEFA 유로 2016 본선 23인 엔트리에 합류하여 아일랜드의 사상 첫 유로 대회 16강 진출이자 2002년 FIFA 월드컵 이후 14년만의 메이저 대회 16강 진출의 성과를 이끌었고 같은 해 10월 6일 열린 조지아와의 2018년 FIFA 월드컵 유럽 지역 예선 D조 2차전에서는 A매치 데뷔골까지 신고하며 팀의 8년만의 유럽 지역 예선 플레이오프 진출의 물꼬를 틀어주었다.

## 대회 성적

### 클럽
슬라이고 로버스
- 리그 오브 아일랜드 프리미어 디비전 : 4위 (2008)

 블랙풀 FC
- EFL 챔피언십 플레이오프 : 우승 (2009-10)

 에버턴 FC
- 잉글랜드 FA컵 : 4강 (2011-12, 2015-16)
- EFL컵 : 4강 (2015-16)